# Asterostigma cryptostylum
Asterostigma cryptostylum là một loài thực vật có hoa trong họ Ráy (Araceae). Loài này được Bogner mô tả khoa học đầu tiên năm 1997.